# Green River (Lillooet River)
Der Green River (englisch für „grüner Fluss“) ist ein 31 km langer rechter Nebenfluss des Lillooet River in der kanadischen Provinz British Columbia. 

## Flusslauf
Der Green River hat seinen Ursprung im 633 m hoch gelegenen Green Lake nördlich von Whistler in den Pacific Ranges, einem Teilgebirge der Coast Mountains. Er verlässt den See an dessen nördlichem Ende und fließt anfangs in überwiegend nördlicher, später in östlicher Richtung durch das Gebirge. Von links fließen dem Green River die Flüsse Soo River und Rutherford Creek zu. Anschließend überwindet der Green River im Nairn Falls Provincial Park die Nairn Falls. Der Green River erreicht schließlich das Pemberton Valley und mündet 6 km ostsüdöstlich von Pemberton in den Lillooet River. Der British Columbia Highway 99 (Whistler–Pemberton) folgt dem Flusslauf vom Green Lake bis nach Pemberton. 

## Hydrologie
Der Green River entwässert ein Areal von ungefähr 900 km². Der mittlere Abfluss 12 km oberhalb der Mündung liegt bei 48 m³/s. Die höchsten monatlichen Abflüsse treten gewöhnlich zwischen Mai und August auf.